# Marcelo Flores
Marcelo Flores Dorrell (Georgetown, Canadá; 1 de octubre de 2003) es un futbolista mexicano que juega como centrocampista en los Tigres de la UANL de la Primera División de México. Es internacional absoluto con la selección de fútbol de México.

## Trayectoria

### Ipswich Town
Como su padre era el entrenador de la selección nacional femenina de fútbol de las Islas Caimán, Flores pasó un tiempo en las islas, donde fue invitado a un campo de entrenamiento por el entrenador de desarrollo juvenil de Ipswich Town, Steve Foley. Impresionó durante el campamento de una semana y se unió a la academia de Ipswich Town.

### Arsenal
En 2019, Flores se unió a la academia del Arsenal en una transferencia gratuita. Tuvo un comienzo brillante en la campaña 2020-21 con los menores de 18 años del Arsenal, anotando tres goles en dos partidos. Tras entrenar con el primer equipo, firmó su primer contrato profesional en octubre de 2020 que duraría hasta el 30 de julio de 2023.
Ha jugado en el equipo desde partidos Sub-18 hasta partido Sub-23 pasando por diversas categorías, el primer gol que realizaría en este equipo sería contra el Southampton F. C. Sub-18 al minutos 36 del partido, ayudando en el resultado final que sería de un 4-2 a favor del Arsenal F. C. Sub-18.

### Real Oviedo
El 20 de julio de 2022, se confirmaría el préstamo del jugador al Real Oviedo, sin opción de compra, desde el Arsenal.

## Selección nacional

### Categorías inferiores
Flores es elegible para representar a Canadá, Inglaterra y México. Fue llamado a la selección sub-16 de Inglaterra en 2019, pero decidió unirse a la selección sub-15 de México en el mismo año, jugando todos los partidos del Torneo Montaigu. En dos partidos amistosos diferentes, logró marcar un gol en cada uno contra la selección de futbol sub-17 de Dinamarca y a la selección de futbol sub-16 de Noruega.
En septiembre de 2021, Flores jugó con la selección sub-20 de México en un doble partido contra España. En noviembre de 2021, participaría en el torneo  de la Revelations Cup 2021 jugando para la escuadra de la selección sub-20 de México donde logró consagrarse como el goleador del equipo y así ayudando a su equipo a conseguir el título en  ese torneo.

### Selección absoluta
En diciembre de 2020, Flores aceptó una llamada a un campamento de Canadá que se llevaría a cabo en enero de 2021, pero luego se retiró para permanecer en el Arsenal. El 18 de junio de 2021, Flores fue nombrado para el equipo provisional de 60 hombres de Canadá para la Copa Oro de la CONCACAF 2021.
En noviembre de 2021, el director técnico de la selección de fútbol de México, Gerardo Martino, considera la posibilidad de convocar a Flores para un partido amistoso contra Chile programado para el 8 de diciembre.
El 29 de noviembre, Arsenal Sub-18 confirmó que Flores había recibido su primera convocatoria de la selección absoluta mexicana para el partido amistoso de México contra Chile que se disputó el 8 de diciembre de 2021, mismo en el que debutó al ingresar de cambio al minuto 83.
El 20 de mayo de 2022, anunció oficialmente que renuncia a la posibilidad de ser convocado por Canadá, para ser convocado únicamente por la selección mexicana.

## Estadísticas

### Clubes
| Club                 | Div.          | Temporada     | Liga  | Liga  | Liga   | Copas nacionales | Copas nacionales | Copas nacionales | Torneos internacionales | Torneos internacionales | Torneos internacionales | Total | Total | Total  | Media goleadora |
| Club                 | Div.          | Temporada     | Part. | Goles | Asist. | Part.            | Goles            | Asist.           | Part.                   | Goles                   | Asist.                  | Part. | Goles | Asist. | Media goleadora |
| -------------------- | ------------- | ------------- | ----- | ----- | ------ | ---------------- | ---------------- | ---------------- | ----------------------- | ----------------------- | ----------------------- | ----- | ----- | ------ | --------------- |
| Real Oviedo · España | 2.ª           | 2022-23       | 13    | 0     | 1      | 2                | 0                | 0                | —                       | —                       | —                       | 15    | 0     | 1      | 0.0             |
| Real Oviedo · España | Total club    | Total club    | 13    | 0     | 1      | 2                | 0                | 0                | 0                       | 0                       | 0                       | 15    | 0     | 1      | 0.0             |
| Tigres UANL · México | 1.ª           | 2023-24       | 25    | 6     | 1      | 0                | 0                | 0                | 4                       | 1                       | 0                       | 29    | 7     | 1      | 0.24            |
| Tigres UANL · México | 1.ª           | 2024-25       | 16    | 2     | 0      | 0                | 0                | 0                | 4                       | 1                       | 1                       | 20    | 3     | 1      | 0.22            |
| Tigres UANL · México | Total club    | Total club    | 41    | 8     | 1      | 0                | 0                | 0                | 8                       | 2                       | 1                       | 49    | 10    | 2      | 0.24            |
| Total carrera        | Total carrera | Total carrera | 54    | 8     | 2      | 2                | 0                | 0                | 8                       | 2                       | 1                       | 64    | 10    | 3      | 0.17            |
| 1.                   |               |               |       |       |        |                  |                  |                  |                         |                         |                         |       |       |        |                 |

### Selecciones
| Selección       | Temporada     | Amistosos | Amistosos | Amistosos | Continental | Continental | Continental | Mundial | Mundial | Mundial | Total | Total | Total  | Media goleadora |
| Selección       | Temporada     | Part.     | Goles     | Asist.    | Part.       | Goles       | Asist.      | Part.   | Goles   | Asist.  | Part. | Goles | Asist. | Media goleadora |
| --------------- | ------------- | --------- | --------- | --------- | ----------- | ----------- | ----------- | ------- | ------- | ------- | ----- | ----- | ------ | --------------- |
| Sub-20 · México | 2021          | 2         | 1         | 0         | —           | —           | —           | 0       | 0       | 0       | 2     | 1     | 0      | 0.0             |
| Sub-20 · México | Total         | 2         | 1         | 0         | 0           | 0           | 0           | 0       | 0       | 0       | 2     | 1     | 0      | 0.00            |
| Adulta · México | 2021          | 1         | 0         | 0         | —           | —           | —           | —       | —       | —       | 1     | 0     | 0      | 0.0             |
| Adulta · México | 2022-23       | 1         | 0         | 0         | 1           | 0           | 0           | —       | —       | —       | 2     | 0     | 0      | 0.0             |
| Adulta · México | Total         | 2         | 0         | 0         | 1           | 0           | 0           | 0       | 0       | 0       | 3     | 0     | 0      | 0.00            |
| Total carrera   | Total carrera | 4         | 1         | 0         | 1           | 0           | 0           | 0       | 0       | 0       | 5     | 1     | 0      | 0.00            |
| 1.              |               |           |           |           |             |             |             |         |         |         |       |       |        |                 |

## Vida personal
Flores nació en Canadá de madre canadiense de ascendencia inglesa y de padre mexicano, que fue futbolista, Rubén Flores. Creció en Georgetown, Ontario. Sus dos hermanas, Silvana y Tatiana, también son futbolistas, Silvana juega en el C. F. Monterrey Femenil, mientras que Tatiana juega en el Tigres Femenil 